# Shabrang
| Оценки критиков   | Оценки критиков |
| Источник          | Оценка          |
| ----------------- | --------------- |
| Album of the Year | 80/100          |
| AllMusic          | [ 2 ]           |
| Beats Per Minute  | 71%             |
| Pitchfork         | 7.8/10          |

Shabrang — второй студийный альбом ирано-нидерландской певицы Севдализы, выпущенный 28 августа 2020 года на лейбле Twisted Elegance. Запись спродюсировали сама исполнительница и роттердамский музыкант Маки.

## Об альбоме
В феврале 2020 года Севдализа рассказала, что последние два года она работала над своим вторым альбомом вместе со своими творческими партнёрами Маки, Леоном Ден Энгельсеном и Михаем Пускойу.
Ранее, в январе, певица рассказала, что альбом выйдет в конце 30 апреля, за день до мини-тура певицы по странам Европы и США в его поддержку. Однако из-за пандемии COVID-19 тур был отложен, а релиз альбома перенесён на неопределённый срок.
30 июля Севдализа объявила о выходе нового альбома под названием Shabrang 28 августа 2020 года.
Исполнительница описала альбом как «глубокое любовное письмо к самой себе». Название альбома можно перевести с персидского как «цвет ночи». Шабранг (перс. شبرنگ‎) — это верный конь принца Сиявуша, который в иранской литературе считается символом невинности, оба фигурируют в древнеиранской поэме «Шахнаме». На обложке, созданной Tré Koch, Севдализа предстаёт с синяком под глазом, который отображает все трудности, пережитые певицей в её творческой карьере.

## Список композиций
| №                   | Название             | Длительность |
| ------------------- | -------------------- | ------------ |
| 1.                  | «Joanna»             | 4:20         |
| 2.                  | «Shabrang»           | 3:04         |
| 3.                  | «Lamp Lady»          | 3:31         |
| 4.                  | «All Rivers at Once» | 4:45         |
| 5.                  | «Habibi»             | 4:38         |
| 6.                  | «Dormant»            | 4:38         |
| 7.                  | «Wallflower»         | 3:01         |
| 8.                  | «Gole Bi Goldoon»    | 4:38         |
| 9.                  | «Darkest Hour»       | 4:28         |
| 10.                 | «Oh My God»          | 3:14         |
| 11.                 | «Eden»               | 4:09         |
| 12.                 | «Human Nature»       | 5:00         |
| 13.                 | «No Way»             | 4:57         |
| 14.                 | «Rhode»              | 3:22         |
| 15.                 | «Comet»              | 4:30         |
| Общая длительность: | Общая длительность:  | 62:15        |

Примечания
- «Darkest Hour» присутствует только в цифровом издании альбома.
- «Gole Bi Goldoon» является кавер-версией песни «Gole Bee Goldoon» из репертуара певицы Гугуш.
- «Human Nature» представлена на альбоме в обновлённой версии, отличной от версии для мини-альбома The Calling.

## Чарты
| Чарт (2020)                   | Высшая позиция |
| ----------------------------- | -------------- |
| Бельгия/Фландрия (Ultratop)   | 166            |
| Германия (Offizielle Top 100) | 100            |
| Нидерланды (Album Top 100)    | 39             |

## История релиза
| Регион | Дата            | Формат                              | Лейбл            |
| ------ | --------------- | ----------------------------------- | ---------------- |
| Мир    | 28 августа 2020 | Цифровая загрузка, стриминг, CD, LP | Twisted Elegance |